# محافظة أوهام-بيندي
محافظة أوهام-بيندي هي محافظة في جمهورية أفريقيا الوسطى، بلغ عدد سكانها 430٬506  نسمة، في 2003، عاصمتها بوزوم ‏، تبلغ مساحتها 32٬100 كيلومتر مربع.

## الموقع
تشترك في الحدود مع:
- محافظة أوهام
- أومبلامبوكو
- محافظة نانا مامبيري.